# Hustoměr

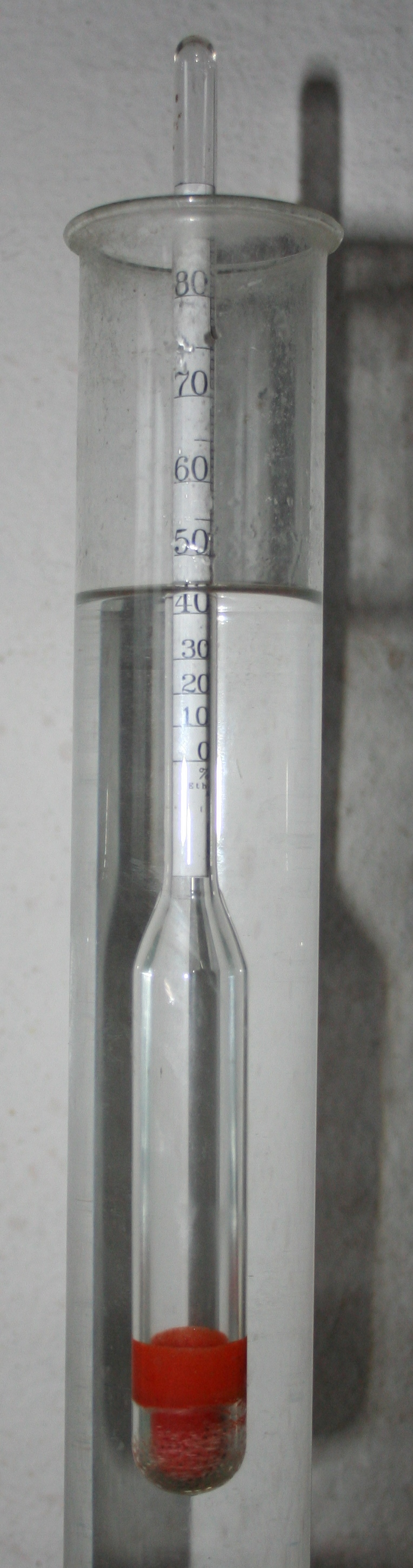
Hustoměr měří obsah alkoholu v kapalině, zde 44%

Hustoměr (nazývaný také areometr) je ponorné těleso většinou ve tvaru baňky s vystupující stopkou, ve které je umístěna stupnice udávající naměřenou hustotu kapaliny.
Hustoměry slouží k měření hustoty kapalin na základě Archimédova zákona. Hloubka ponoru baňky a stopky se stupnicí závisí na hustotě kapaliny.
Hustoměry slouží pro provozní a orientační měření při zjišťování hustoty nebo koncentrace určitých druhů kapalných látek. Vyrábějí se v různých měřících rozsazích. Označení kapaliny, pro jejíž měření je hustoměr určen, je obvykle uvedeno na zadní straně stupnice.
Vyrábějí se většinou v provedení bez teploměru, ale mohou být vybaveny i teploměrem.

## Pivní váha
Pivní váha je předchůdcem hustoměru specializovaným pro sladovnické účely.